# (17821) Bölsche
(17821) Bölsche ist ein Asteroid des Hauptgürtels, der am 31. März 1998 von den deutschen Amateurastronomen André Knöfel und Jens Kandler an der Volkssternwarte Drebach entdeckt wurde.
Benannt wurde der Himmelskörper nach dem deutschen Schriftsteller und Naturforscher Wilhelm Bölsche (1861–1939).